# かずさアクアシティ
かずさアクアシティは、千葉県木更津市金田地区に整備中のニュータウンである。

## 概要
金田地区は、東京湾アクアラインの千葉県側の着岸地で、木更津金田インターチェンジ及び木更津金田バスターミナルが所在している。
かずさアクアシティは、東京湾アクアライン連絡道によって二分され、東側（金田東地区）は都市再生機構（UR）が、西側（金田西地区）は千葉県がそれぞれ土地区画整理事業により施工している。
計画人口は、金田東地区が約10000人、金田西地区が約7000人の計17000人程度を予定している。
開通時の1997年頃より、土地区画整理事業がURと千葉県によって行われていたものの、長きにわたり都市開発の着工には至らなかったが、金田東地区は2012年4月の三井アウトレットパーク 木更津（三井不動産）の開業、金田西地区は2020年7月のコストコ木更津倉庫店の開業と2023年開業予定の木更津ゲートウェイ・ヴィレッジ（新昭和）を皮切りに具体的な動きが見られるようになった。
その結果、約10年で木更津の商業・経済の中心地域となったが、2024年現在も更地の箇所が見られ、工事をしている様子も見られる。
かずさアクアシティという名称が正式ではあるが、地元では単に「金田（かねだ）」と呼ばれており、そのほとんどがかずさアクアシティの範囲と重なる。
巌根駅が最寄り駅であるが、巌根駅からのアクセスがそこまで充実しておらず、電車を利用する場合は木更津駅か袖ケ浦駅からレンタカーや路線バスでアクセスするのが現実的な手段になっている。
近年は房総半島の観光地としての人気や、三井アウトレットパーク木更津の利用者の増加に伴い、当該地域における土日祝日の渋滞が顕著である。